# IMEdD
L'iMEdD, également connu sous son nom complet d'Incubator for Media Education and Development, est une organisation non gouvernementale, placée sous le patronage de la Fondation Stávros-Niárchos.

## Histoire
La création de l'iMEdD remonte à 2018, à la suite d'une initiative conjointe de la Fondation Stávros-Niárchos, ainsi que des journalistes Ánna-Kýnthia Bousdoúkou et Stratís Trilíkis, au cours d'une période caractérisée par une crise généralisée dans le domaine du journalisme, ainsi que par un manque de confiance et un mépris croissants à l'égard des journalistes et des médias.

## Mission
L'objectif ultime de l'iMEdD, selon ses fondateurs, est la promotion et le renforcement de la transparence, de la pertinence, de l'indépendance et de l'excellence dans le domaine du journalisme en général.
Dans le même temps, l'objectif est également de renforcer les relations, le soutien mutuel et la solidarité entre les journalistes et les travailleurs du secteur des médias, de promouvoir davantage la coopération au niveau local et international, ainsi que de promouvoir les innovations et, en général, les actions visant à réformer et à moderniser les pratiques du secteur des médias.
Cette initiative générale consiste, entre autres, à encourager et à créer des contenus journalistiques originaux, ainsi que des collaborations et des coproductions au niveau de la recherche journalistique, et à mettre en lumière des sujets et des questions grâce au travail de journalisme d'investigation.

## Actions

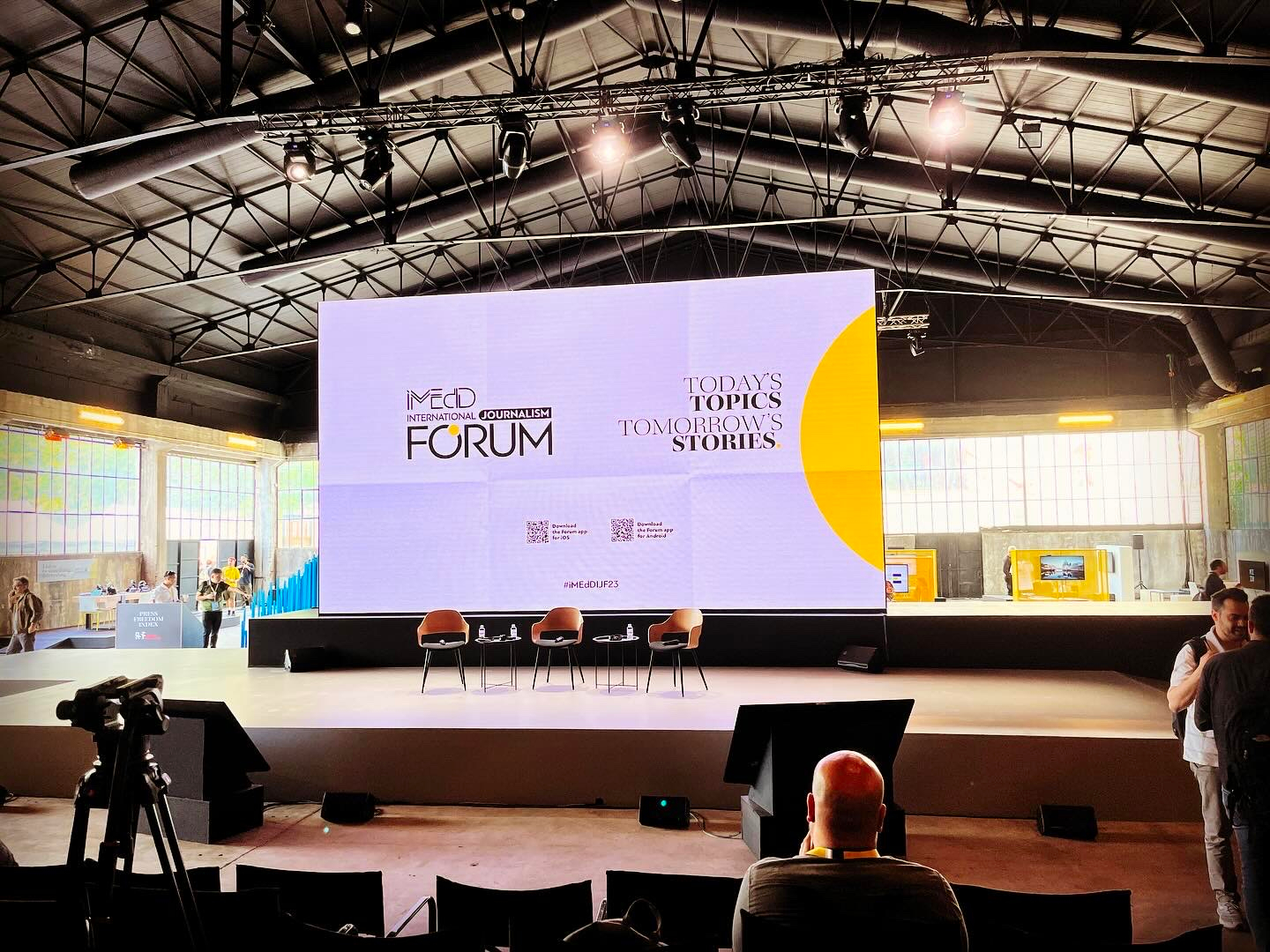
Vue de la scène principale du « International Journalism Forum », au Pireós 260, en 2023.

Logo du « International Journalism Forum ».

Entre autres, l'iMEdD organise régulièrement des événements et des ateliers dans le but ultime d'éduquer, de former et d'informer les journalistes sur les questions relatives aux pratiques et aux outils technologiques, en présence d'experts dans le domaine concerné. Parallèlement, chaque année, une série d'événements de plusieurs jours est organisée, connue sous le nom de « International Journalism Forum », qui est accueillie au Pireós 260.